# 愛靜閣站
愛靜閣站是加拿大安大略省多倫多的一個GO運輸火車站。 該車站服務士嘉堡的愛靜閣社區。

## 歷史
該車站於1871年由多倫多及尼皮辛鐵路公司 (TNR)所建，當時為一座簡單的木製車站。 該車站先後由TNR、大幹線鐵路 (GTR)所擁有，最後輾轉被加拿大國家鐵路吸收，一直營運至1970年代，後於1982年被拆除，以騰出空間建造現有的GO運輸車站。 
另一座愛靜閣車站則由安大略和魁北克鐵路公司於1884年建造，後來該公司與加拿大太平洋鐵路合併。該車站於1962年被拆除，並被一座旅客候車亭取而代之。該候車亭亦於1975年被拆除。 
2018 年， EllisDon Transit Infrastructure 獲得了一份合約，為接下來的區域快鐵服務做擴建工作。該項目包括在該站建設第二個月台、改善車站的行人和車輛连接，以及新建一座車站大樓。 到2021年2月，1982年車站落成時建造的舊車站大樓被拆除。 到2021年10月，新車站大樓竣工並投入服務；然而，當時路軌、月台和停車場的工程尚未完工。 到2022年11月，南北行月台之間的惡兩條行人隧道正式完工，使社區居民能夠通過行人隧道穿越；位於Marilyn街的行人路口則正式關閉。車站北端新增了一個擁有74個車位的停車場，以及一個可容納24輛車的接送區。  2023年9月，都市連通宣佈愛靜閣站所有工程已完工。 

## 車站描述
該站具有以下設施：  
- 車站大樓設有候車區、數碼螢幕、木製天花板、電話充電站、無障礙洗手間
- 接送區（Kiss & Ride）
- 可容納八輛單車的室內單車存放室
- 兩條路軌和兩個月台
- 兩條附有升降機的行人隧道
- 月台蓋
- 月台南端可連接雪柏路

## 連接交通
多倫多公車局的85雪柏東路和985雪柏東路快車巴士路線皆服務該站，兩條路線皆能連接至西部的當妙斯站，85和985B繼續向東前往馬文，而985A則前往士嘉堡中心站。

## 外部連結
- 维基共享资源上的相關多媒體資源：愛靜閣站

GO Transit station page for 愛靜閣站